# Waldemar van Denemarken

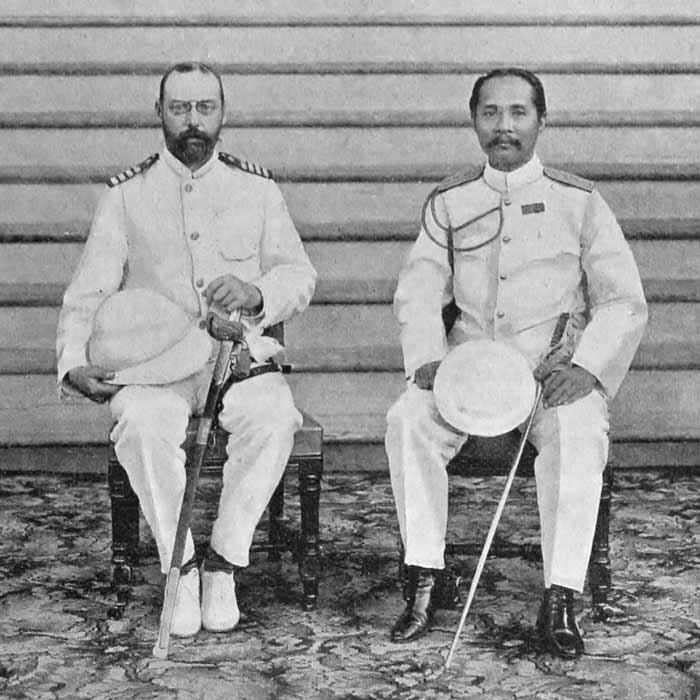
Prins Waldemar met koning Rama V van Siam tijdens een officieel bezoek in 1909.

Waldemar van Denemarken (Slot Bernstorff bij Kopenhagen, 27 oktober 1858 - Kopenhagen, 14 januari 1939) was de jongste zoon van de Deense koning Christiaan IX en diens vrouw Louise.
Waldemar trouwde op 22 oktober 1885 in Parijs met de Franse prinses Marie van Bourbon-Orléans (13 januari 1865 - 4 december 1909). Het paar kreeg vijf kinderen:
- Aage (1887-1940)
- Axel (1888-1964), die zou trouwen met Margaretha van Zweden, een dochter van prins Karel van Zweden
- Erik (1890-1950)
- Viggo (1893-1970)
- Margaretha (1895-1992), die zou trouwen met René van Bourbon-Parma, zoon van Robert I van Parma.

Waldemar was een hartstochtelijk zeeman, een liefde die hij zozeer deelde met zijn vrouw, dat zij een anker op haar bovenarm liet tatoeëren. Hij was homoseksueel en had sinds 1903 een relatie met zijn neef George van Griekenland.
Tweemaal werd Waldemar een Europese troon aangeboden. Van de Bulgaarse troon, hem aangeboden door zijn zwager, de Russische tsaar Alexander III zag hij af omdat zijn broer George koning van Griekenland was en beide landen op gespannen voet met elkaar leefden. Later probeerden tsaar Nicolaas II en de Duitse keizer Wilhelm II hem te bewegen om de vacante Noorse troon in te nemen. Ook hiervan zag hij af, ten gunste van zijn neef Karel.

## Kwartierstaat (voorouders)
| Frederik Karel Lodewijk van Sleeswijk-Holstein-Sonderburg-Beck (1757-1816) | Frederik Karel Lodewijk van Sleeswijk-Holstein-Sonderburg-Beck (1757-1816) | Frederik Karel Lodewijk van Sleeswijk-Holstein-Sonderburg-Beck (1757-1816) | Frederik Karel Lodewijk van Sleeswijk-Holstein-Sonderburg-Beck (1757-1816) | Frederik Karel Lodewijk van Sleeswijk-Holstein-Sonderburg-Beck (1757-1816) | Frederik Karel Lodewijk van Sleeswijk-Holstein-Sonderburg-Beck (1757-1816) | Frederica Amalia van Schlieben (1757-1827)                                | Frederica Amalia van Schlieben (1757-1827)                                | Frederica Amalia van Schlieben (1757-1827)                                | Frederica Amalia van Schlieben (1757-1827)                                | Frederica Amalia van Schlieben (1757-1827) | Frederica Amalia van Schlieben (1757-1827) |                                          |                                          | Karel van Hessen-Kassel (1744-1836)      | Karel van Hessen-Kassel (1744-1836)      | Karel van Hessen-Kassel (1744-1836)          | Karel van Hessen-Kassel (1744-1836)          | Karel van Hessen-Kassel (1744-1836)          | Karel van Hessen-Kassel (1744-1836)          | Louise van Denemarken (1750-1831)            | Louise van Denemarken (1750-1831)            | Louise van Denemarken (1750-1831)    | Louise van Denemarken (1750-1831)    | Louise van Denemarken (1750-1831)    | Louise van Denemarken (1750-1831)    |  |  | Frederik van Hessen-Kassel (1747-1837) | Frederik van Hessen-Kassel (1747-1837) | Frederik van Hessen-Kassel (1747-1837) | Frederik van Hessen-Kassel (1747-1837) | Frederik van Hessen-Kassel (1747-1837) | Frederik van Hessen-Kassel (1747-1837) | Carolina van Nassau-Usingen (1762-1823) | Carolina van Nassau-Usingen (1762-1823) | Carolina van Nassau-Usingen (1762-1823) | Carolina van Nassau-Usingen (1762-1823) | Carolina van Nassau-Usingen (1762-1823) | Carolina van Nassau-Usingen (1762-1823) |                                      |                                      | Frederik van Denemarken (1753-1805)  | Frederik van Denemarken (1753-1805)  | Frederik van Denemarken (1753-1805)         | Frederik van Denemarken (1753-1805)         | Frederik van Denemarken (1753-1805)         | Frederik van Denemarken (1753-1805)         | Sophia Frederika van Mecklenburg-Schwerin (1758-1794) | Sophia Frederika van Mecklenburg-Schwerin (1758-1794) | Sophia Frederika van Mecklenburg-Schwerin (1758-1794) | Sophia Frederika van Mecklenburg-Schwerin (1758-1794) | Sophia Frederika van Mecklenburg-Schwerin (1758-1794) | Sophia Frederika van Mecklenburg-Schwerin (1758-1794) |  |  |  |  |  |  |  |  |  |  |  |  |  |  |  |  |  |  |  |  |  |  |  |  |  |  |  |  |  |  |  |  |  |  |  |  |  |  |  |  |  |  |  |  |  |  |  |  |
| Frederik Karel Lodewijk van Sleeswijk-Holstein-Sonderburg-Beck (1757-1816) | Frederik Karel Lodewijk van Sleeswijk-Holstein-Sonderburg-Beck (1757-1816) | Frederik Karel Lodewijk van Sleeswijk-Holstein-Sonderburg-Beck (1757-1816) | Frederik Karel Lodewijk van Sleeswijk-Holstein-Sonderburg-Beck (1757-1816) | Frederik Karel Lodewijk van Sleeswijk-Holstein-Sonderburg-Beck (1757-1816) | Frederik Karel Lodewijk van Sleeswijk-Holstein-Sonderburg-Beck (1757-1816) | Frederica Amalia van Schlieben (1757-1827)                                | Frederica Amalia van Schlieben (1757-1827)                                | Frederica Amalia van Schlieben (1757-1827)                                | Frederica Amalia van Schlieben (1757-1827)                                | Frederica Amalia van Schlieben (1757-1827) | Frederica Amalia van Schlieben (1757-1827) |                                          |                                          | Karel van Hessen-Kassel (1744-1836)      | Karel van Hessen-Kassel (1744-1836)      | Karel van Hessen-Kassel (1744-1836)          | Karel van Hessen-Kassel (1744-1836)          | Karel van Hessen-Kassel (1744-1836)          | Karel van Hessen-Kassel (1744-1836)          | Louise van Denemarken (1750-1831)            | Louise van Denemarken (1750-1831)            | Louise van Denemarken (1750-1831)    | Louise van Denemarken (1750-1831)    | Louise van Denemarken (1750-1831)    | Louise van Denemarken (1750-1831)    |  |  | Frederik van Hessen-Kassel (1747-1837) | Frederik van Hessen-Kassel (1747-1837) | Frederik van Hessen-Kassel (1747-1837) | Frederik van Hessen-Kassel (1747-1837) | Frederik van Hessen-Kassel (1747-1837) | Frederik van Hessen-Kassel (1747-1837) | Carolina van Nassau-Usingen (1762-1823) | Carolina van Nassau-Usingen (1762-1823) | Carolina van Nassau-Usingen (1762-1823) | Carolina van Nassau-Usingen (1762-1823) | Carolina van Nassau-Usingen (1762-1823) | Carolina van Nassau-Usingen (1762-1823) |                                      |                                      | Frederik van Denemarken (1753-1805)  | Frederik van Denemarken (1753-1805)  | Frederik van Denemarken (1753-1805)         | Frederik van Denemarken (1753-1805)         | Frederik van Denemarken (1753-1805)         | Frederik van Denemarken (1753-1805)         | Sophia Frederika van Mecklenburg-Schwerin (1758-1794) | Sophia Frederika van Mecklenburg-Schwerin (1758-1794) | Sophia Frederika van Mecklenburg-Schwerin (1758-1794) | Sophia Frederika van Mecklenburg-Schwerin (1758-1794) | Sophia Frederika van Mecklenburg-Schwerin (1758-1794) | Sophia Frederika van Mecklenburg-Schwerin (1758-1794) |  |  |  |  |  |  |  |  |  |  |  |  |  |  |  |  |  |  |  |  |  |  |  |  |  |  |  |  |  |  |  |  |  |  |  |  |  |  |  |  |  |  |  |  |  |  |  |  |
|                                                                            |                                                                            |                                                                            |                                                                            |                                                                            |                                                                            |                                                                           |                                                                           |                                                                           |                                                                           |                                            |                                            |                                          |                                          |                                          |                                          |                                              |                                              |                                              |                                              |                                              |                                              |                                      |                                      |                                      |                                      |  |  |                                        |                                        |                                        |                                        |                                        |                                        |                                         |                                         |                                         |                                         |                                         |                                         |                                      |                                      |                                      |                                      |                                             |                                             |                                             |                                             |                                                       |                                                       |                                                       |                                                       |                                                       |                                                       |  |  |  |  |  |  |  |  |  |  |  |  |  |  |  |  |  |  |  |  |  |  |  |  |  |  |  |  |  |  |  |  |  |  |  |  |  |  |  |  |  |  |  |  |  |  |  |  |
|                                                                            |                                                                            |                                                                            |                                                                            | Frederik Willem van Sleeswijk- Holstein-Sonderburg-Glücksburg (1785-1831)  | Frederik Willem van Sleeswijk- Holstein-Sonderburg-Glücksburg (1785-1831)  | Frederik Willem van Sleeswijk- Holstein-Sonderburg-Glücksburg (1785-1831) | Frederik Willem van Sleeswijk- Holstein-Sonderburg-Glücksburg (1785-1831) | Frederik Willem van Sleeswijk- Holstein-Sonderburg-Glücksburg (1785-1831) | Frederik Willem van Sleeswijk- Holstein-Sonderburg-Glücksburg (1785-1831) |                                            |                                            |                                          |                                          |                                          |                                          | Louise Caroline van Hesse-Kassel (1789-1867) | Louise Caroline van Hesse-Kassel (1789-1867) | Louise Caroline van Hesse-Kassel (1789-1867) | Louise Caroline van Hesse-Kassel (1789-1867) | Louise Caroline van Hesse-Kassel (1789-1867) | Louise Caroline van Hesse-Kassel (1789-1867) |                                      |                                      |                                      |                                      |  |  |                                        |                                        |                                        |                                        | Willem van Hessen-Kassel (1787-1867)   | Willem van Hessen-Kassel (1787-1867)   | Willem van Hessen-Kassel (1787-1867)    | Willem van Hessen-Kassel (1787-1867)    | Willem van Hessen-Kassel (1787-1867)    | Willem van Hessen-Kassel (1787-1867)    |                                         |                                         |                                      |                                      |                                      |                                      | Louise Charlotte van Denemarken (1789-1864) | Louise Charlotte van Denemarken (1789-1864) | Louise Charlotte van Denemarken (1789-1864) | Louise Charlotte van Denemarken (1789-1864) | Louise Charlotte van Denemarken (1789-1864)           | Louise Charlotte van Denemarken (1789-1864)           |                                                       |                                                       |                                                       |                                                       |  |  |  |  |  |  |  |  |  |  |  |  |  |  |  |  |  |  |  |  |  |  |  |  |  |  |  |  |  |  |  |  |  |  |  |  |  |  |  |  |  |  |  |  |  |  |  |  |
|                                                                            |                                                                            |                                                                            |                                                                            | Frederik Willem van Sleeswijk- Holstein-Sonderburg-Glücksburg (1785-1831)  | Frederik Willem van Sleeswijk- Holstein-Sonderburg-Glücksburg (1785-1831)  | Frederik Willem van Sleeswijk- Holstein-Sonderburg-Glücksburg (1785-1831) | Frederik Willem van Sleeswijk- Holstein-Sonderburg-Glücksburg (1785-1831) | Frederik Willem van Sleeswijk- Holstein-Sonderburg-Glücksburg (1785-1831) | Frederik Willem van Sleeswijk- Holstein-Sonderburg-Glücksburg (1785-1831) |                                            |                                            |                                          |                                          |                                          |                                          | Louise Caroline van Hesse-Kassel (1789-1867) | Louise Caroline van Hesse-Kassel (1789-1867) | Louise Caroline van Hesse-Kassel (1789-1867) | Louise Caroline van Hesse-Kassel (1789-1867) | Louise Caroline van Hesse-Kassel (1789-1867) | Louise Caroline van Hesse-Kassel (1789-1867) |                                      |                                      |                                      |                                      |  |  |                                        |                                        |                                        |                                        | Willem van Hessen-Kassel (1787-1867)   | Willem van Hessen-Kassel (1787-1867)   | Willem van Hessen-Kassel (1787-1867)    | Willem van Hessen-Kassel (1787-1867)    | Willem van Hessen-Kassel (1787-1867)    | Willem van Hessen-Kassel (1787-1867)    |                                         |                                         |                                      |                                      |                                      |                                      | Louise Charlotte van Denemarken (1789-1864) | Louise Charlotte van Denemarken (1789-1864) | Louise Charlotte van Denemarken (1789-1864) | Louise Charlotte van Denemarken (1789-1864) | Louise Charlotte van Denemarken (1789-1864)           | Louise Charlotte van Denemarken (1789-1864)           |                                                       |                                                       |                                                       |                                                       |  |  |  |  |  |  |  |  |  |  |  |  |  |  |  |  |  |  |  |  |  |  |  |  |  |  |  |  |  |  |  |  |  |  |  |  |  |  |  |  |  |  |  |  |  |  |  |  |
|                                                                            |                                                                            |                                                                            |                                                                            |                                                                            |                                                                            |                                                                           |                                                                           |                                                                           |                                                                           | Christiaan IX van Denemarken (1818-1906)   | Christiaan IX van Denemarken (1818-1906)   | Christiaan IX van Denemarken (1818-1906) | Christiaan IX van Denemarken (1818-1906) | Christiaan IX van Denemarken (1818-1906) | Christiaan IX van Denemarken (1818-1906) |                                              |                                              |                                              |                                              |                                              |                                              |                                      |                                      |                                      |                                      |  |  |                                        |                                        |                                        |                                        |                                        |                                        |                                         |                                         |                                         |                                         | Louise van Hessen-Kassel (1817-1898)    | Louise van Hessen-Kassel (1817-1898)    | Louise van Hessen-Kassel (1817-1898) | Louise van Hessen-Kassel (1817-1898) | Louise van Hessen-Kassel (1817-1898) | Louise van Hessen-Kassel (1817-1898) |                                             |                                             |                                             |                                             |                                                       |                                                       |                                                       |                                                       |                                                       |                                                       |  |  |  |  |  |  |  |  |  |  |  |  |  |  |  |  |  |  |  |  |  |  |  |  |  |  |  |  |  |  |  |  |  |  |  |  |  |  |  |  |  |  |  |  |  |  |  |  |
|                                                                            |                                                                            |                                                                            |                                                                            |                                                                            |                                                                            |                                                                           |                                                                           |                                                                           |                                                                           | Christiaan IX van Denemarken (1818-1906)   | Christiaan IX van Denemarken (1818-1906)   | Christiaan IX van Denemarken (1818-1906) | Christiaan IX van Denemarken (1818-1906) | Christiaan IX van Denemarken (1818-1906) | Christiaan IX van Denemarken (1818-1906) |                                              |                                              |                                              |                                              |                                              |                                              |                                      |                                      |                                      |                                      |  |  |                                        |                                        |                                        |                                        |                                        |                                        |                                         |                                         |                                         |                                         | Louise van Hessen-Kassel (1817-1898)    | Louise van Hessen-Kassel (1817-1898)    | Louise van Hessen-Kassel (1817-1898) | Louise van Hessen-Kassel (1817-1898) | Louise van Hessen-Kassel (1817-1898) | Louise van Hessen-Kassel (1817-1898) |                                             |                                             |                                             |                                             |                                                       |                                                       |                                                       |                                                       |                                                       |                                                       |  |  |  |  |  |  |  |  |  |  |  |  |  |  |  |  |  |  |  |  |  |  |  |  |  |  |  |  |  |  |  |  |  |  |  |  |  |  |  |  |  |  |  |  |  |  |  |  |
|                                                                            |                                                                            |                                                                            |                                                                            |                                                                            |                                                                            |                                                                           |                                                                           |                                                                           |                                                                           |                                            |                                            |                                          |                                          |                                          |                                          |                                              |                                              |                                              |                                              |                                              |                                              |                                      |                                      |                                      |                                      |  |  |                                        |                                        |                                        |                                        |                                        |                                        |                                         |                                         |                                         |                                         |                                         |                                         |                                      |                                      |                                      |                                      |                                             |                                             |                                             |                                             |                                                       |                                                       |                                                       |                                                       |                                                       |                                                       |  |  |  |  |  |  |  |  |  |  |  |  |  |  |  |  |  |  |  |  |  |  |  |  |  |  |  |  |  |  |  |  |  |  |  |  |  |  |  |  |  |  |  |  |  |  |  |  |
|                                                                            |                                                                            |                                                                            |                                                                            |                                                                            |                                                                            |                                                                           |                                                                           |                                                                           |                                                                           |                                            |                                            |                                          |                                          |                                          |                                          |                                              |                                              |                                              |                                              |                                              |                                              |                                      |                                      |                                      |                                      |  |  |                                        |                                        |                                        |                                        |                                        |                                        |                                         |                                         |                                         |                                         |                                         |                                         |                                      |                                      |                                      |                                      |                                             |                                             |                                             |                                             |                                                       |                                                       |                                                       |                                                       |                                                       |                                                       |  |  |  |  |  |  |  |  |  |  |  |  |  |  |  |  |  |  |  |  |  |  |  |  |  |  |  |  |  |  |  |  |  |  |  |  |  |  |  |  |  |  |  |  |  |  |  |  |
|                                                                            |                                                                            |                                                                            |                                                                            | Frederik VIII van Denemarken (1843-1912)                                   | Frederik VIII van Denemarken (1843-1912)                                   | Frederik VIII van Denemarken (1843-1912)                                  | Frederik VIII van Denemarken (1843-1912)                                  | Frederik VIII van Denemarken (1843-1912)                                  | Frederik VIII van Denemarken (1843-1912)                                  |                                            |                                            | Alexandra van Denemarken (1844-1925)     | Alexandra van Denemarken (1844-1925)     | Alexandra van Denemarken (1844-1925)     | Alexandra van Denemarken (1844-1925)     | Alexandra van Denemarken (1844-1925)         | Alexandra van Denemarken (1844-1925)         |                                              |                                              | George I van Griekenland (1845-1913)         | George I van Griekenland (1845-1913)         | George I van Griekenland (1845-1913) | George I van Griekenland (1845-1913) | George I van Griekenland (1845-1913) | George I van Griekenland (1845-1913) |  |  | Dagmar van Denemarken (1847-1928)      | Dagmar van Denemarken (1847-1928)      | Dagmar van Denemarken (1847-1928)      | Dagmar van Denemarken (1847-1928)      | Dagmar van Denemarken (1847-1928)      | Dagmar van Denemarken (1847-1928)      |                                         |                                         | Thyra van Denemarken (1853-1933)        | Thyra van Denemarken (1853-1933)        | Thyra van Denemarken (1853-1933)        | Thyra van Denemarken (1853-1933)        | Thyra van Denemarken (1853-1933)     | Thyra van Denemarken (1853-1933)     |                                      |                                      | Waldemar van Denemarken (1858-1939)         | Waldemar van Denemarken (1858-1939)         | Waldemar van Denemarken (1858-1939)         | Waldemar van Denemarken (1858-1939)         | Waldemar van Denemarken (1858-1939)                   | Waldemar van Denemarken (1858-1939)                   |                                                       |                                                       |                                                       |                                                       |  |  |  |  |  |  |  |  |  |  |  |  |  |  |  |  |  |  |  |  |  |  |  |  |  |  |  |  |  |  |  |  |  |  |  |  |  |  |  |  |  |  |  |  |  |  |  |  |